# Lista episoadelor din Teoria Big Bang (sezonul 3)
Aceasta este o listă de episoade din Teoria Big Bang, sezonul 3:
| Nr.ep. total# | Nr.ep. sezon# | Titlu                               | Regia           | Scenariu                                                                                                 | Premiera           | Cod produs | Audiție (mil.) |
| ------------- | ------------- | ----------------------------------- | --------------- | --- | ------------------ | ---------- | -------------- |
| 41            | 1             | The Electric Can Opener Fluctuation | Mark Cendrowski | Steven Molaro                                                                                            | 21 septembrie 2009 | 3X5551     | 12.96          |
| 42            | 2             | The Jiminy Conjecture               |                 | | 28 septembrie 2009 |            |                |
| 43            | 3             | The Gothowitz Deviation             |                 | | 5 octombrie 2009   |            |                |
| 44            | 4             | The Pirate Solution                 |                 | | 12 octombrie 2009  |            |                |
| 45            | 5             | The Creepy Candy Coating Corollary  |                 | | 19 octombrie 2009  |            |                |
| 46            | 6             | The Cornhusker Vortex               |                 | | 2 noiembrie 2009   |            |                |
| 47            | 7             | The Guitarist Amplification         |                 | | 9 noiembrie 2009   |            |                |
| 48            | 8             | The Adhesive Duck Deficiency        |                 | | 16 noiembrie 2009  |            |                |
| 49            | 9             | The Vengeance Formulation           |                 | | 23 noiembrie 2009  |            |                |
| 50            | 10            | The Gorilla Experiment              |                 | | 7 decembrie 2009   |            |                |
| 51            | 11            | The Maternal Congruence             |                 | |                    |            |                |
| 52            | 12            | The Psychic Vortex                  |                 | | 11 ianuarie 2010   |            |                |
| 53            | 13            | The Bozeman Reaction                |                 | | 18 ianuarie 2010   |            |                |
| 54            | 14            | The Einstein Approximation          |                 | | 1 februarie 2010   |            |                |
| 55            | 15            | The Large Hadron Collision          |                 | | 8 februarie 2010   |            |                |
| 56            | 16            | The Excelsior Acquisition           |                 | | 1 martie 2010      |            |                |
| 57            | 17            | The Precious Fragmentation          |                 | | 8 martie 2010      |            |                |
| 58            | 18            | The Pants Alternative               |                 | | 22 martie 2010     |            |                |
| 59            | 19            | The Wheaton Recurrence              |                 | | 12 aprilie 2010    |            |                |
| 60            | 20            | The Spaghetti Catalyst              |                 | | 3 mai 2010         |            |                |
| 61            | 21            | The Plimpton Stimulation            |                 | | 10 mai 2010        |            |                |
| 62            | 22            | The Staircase Implementation        |                 | | 17 mai 2010        |            |                |
| 63            | 23            | The Lunar Excitation                | Peter Chakos    | Povestea: Chuck Lorre, Bill Prady & Maria Ferrari Scenariul: Lee Aronsohn, Steven Molaro & Steve Holland | 24 mai 2010        | 3X5573     | 15.02          |